# 平山五郎
平山 五郎（ひらやま ごろう、文政12年（1829年） - 文久3年9月18日（1863年10月30日））は、幕末の武士。新選組隊士（副長助勤）。

## 生涯
安政4年（1857年）時点では、旗本遠山兵部少輔家来で、鏡新明智流桃井春蔵門人と記録され、武市半平太と同門だった。翌安政5年（1858年）に播州姫路藩に所属、岡田十松の門人鈴木斧八の流れを汲む鈴木派神道無念流一ノ宮録蔵門下となり、松前藩福山城下で試合を行った。八戸藩の佐藤万次郎は平山五郎と佐伯又三郎の両名と面識を持っている。
安政6年（1859年）に神道無念流堀川福太郎の門人となり、横浜戸塚の直心影流萩原連之助と面会した。花火の事故で左目がつぶれて隻眼だったが、目が潰れた左側から打ち込むと猛烈に切り返し、逆に見えるはずの右側からだとわりあいに隙があったという。
文久3年（1863年）2月、清河八郎をリーダーとした浪士組に参加し、芹沢鴨の六番組に配属され上京。清河の画策によって浪士組が江戸へ帰還すると、芹沢や近藤勇らとともに京都に残留。残留浪士たちは京都守護職会津藩御預りとなり壬生浪士組を結成。平山は幹部の副長助勤となった。壬生浪士組は芹沢鴨・新見錦ら水戸派と、近藤勇・土方歳三らの試衛館派に分かれ、平山は水戸派に属し芹沢と行動を共にした。
5月に壬生浪士組が会津藩主松平容保に拝謁した際に平山は佐伯又三郎と組んで土方、藤堂平助らと剣術の稽古を披露している。
6月3日、不逞浪士取り締まりのため芹沢や近藤らが大坂への下向に同行。浪士達が現地の力士達と乱闘事件を引き起こした際に平山は胸を打たれて負傷した。8月下旬に四条堀川の米屋に押し入った強盗鎮圧のため永倉新八、斎藤一らと共に出動。鉄砲を撃ちかける賊を抜刀して討ち取ったが、この際に平山は負傷している。また、9月に芹沢が思いのままにならない芸妓小寅に腹を立て遊郭の吉田屋に乗り込む騒ぎが起きた。永倉、斎藤、土方、平山が同行して主人を脅しつけ、小寅と付添の芸妓お鹿を断髪する辱めを与えた。この際に芹沢の命令で土方が小寅の、平山がお鹿の髪を切っている。
この頃、芹沢の乱暴狼藉に対し朝廷から召捕りの命令が下ったことを理由に会津藩から近藤らに芹沢の処理の密命が下っていた。
9月16日（18日説アリ）、島原の角屋で宴会をした芹沢、平山、平間重助は、夜中に屯所の八木家に帰った。平山は玄関で倒れて起き上がれないほど泥酔していた。八木家には各々の愛人が待っており、平山は桔梗屋の芸妓吉栄とかねてから馴染で、奥の十畳間で吉栄と同衾して寝入った。同じ部屋では屏風を置いて芹沢とその愛妾のお梅が寝ていた。深夜、数人の男たちが突然部屋に押し入り、芹沢と平山に斬り付け平山は起きる間もなく即死。芹沢やお梅も殺害されたが、平山と同衾していた吉栄は便所に行っていたため難を逃れている。刺客が立ち去り、八木家の人々が様子を見に行くと部屋は血の海で平山の首は胴から離れていた。享年35。
表面的には長州藩の仕業として処理されたが、刺客は、土方歳三、山南敬助、沖田総司、原田左之助といわれている。